# Кропивня (притока Жереви)
Кропивня — річка в Україні, в межах Малинського району Житомирської області та Іванківського району Київської області, права притока Жереви, притоки Тетерева (басейн Дніпра). Довжина — 24,7 км.
Бере початок у селі Нова Гута на Житомирщини і перші 1,4 км протікає Житомирською областю. Далі тече Київщиною.
Протікає селами Кропивня (влаштовано ставок), Мокра Корма, Старовичі та Тетерівське, де і впадає у Жереву. 
Нижче Старовичів приймає притоки Дрибель та Жеревець. Ширина русла річки становить 2 м, ширина заплави - 200 м.